# جاك كور

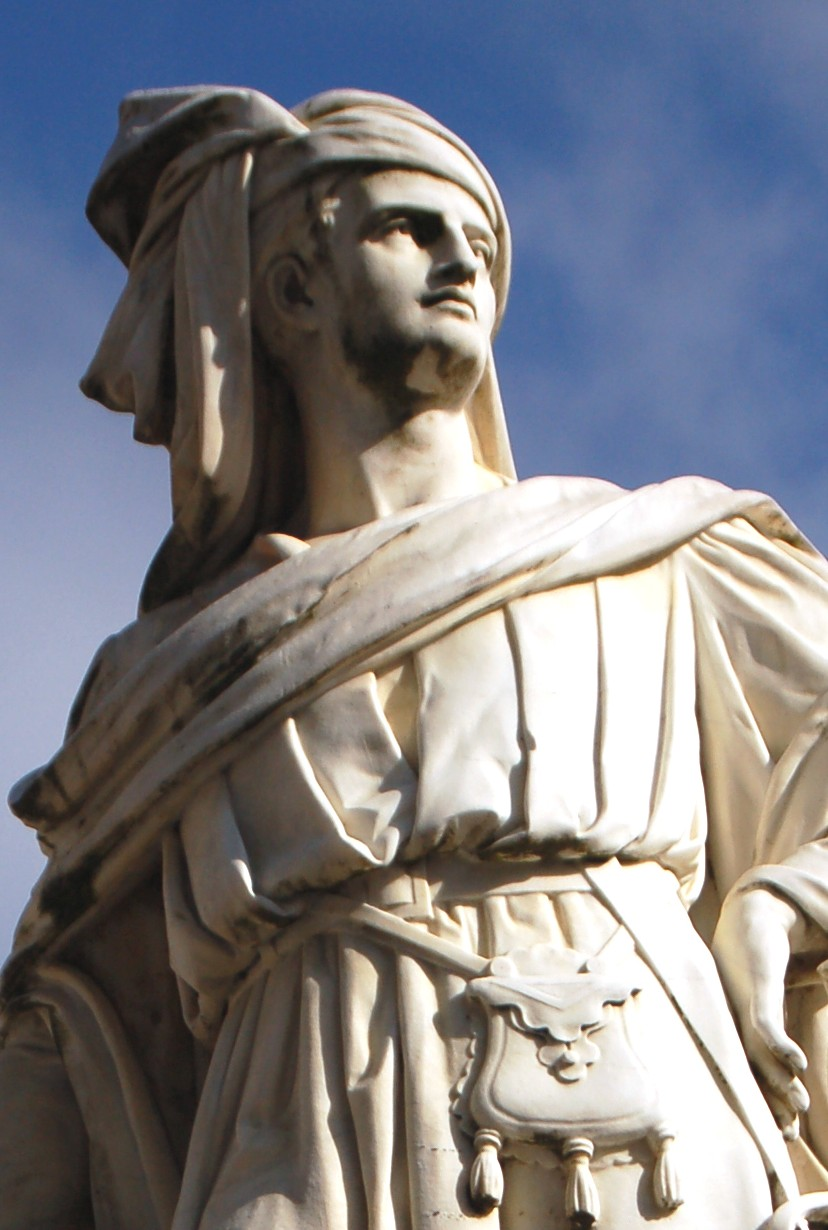
تمثال لجاك كور في بورج مسقط رأسه

جاك كور (بالفرنسية: Jacques Cœur)‏ (تقريباً 1395 في مدينة بورج في فرنسا - 25 نوفمبر 1456 في خيوس في اليونان) كان تاجراً فرنسياً، وأحد مؤسسي التجارة بين فرنسا وبلاد الشام. بعد نجاحه في التقرب من ملك فرنسا شارل السابع عينه هذا الأخير على رأس خزانة المال عام 1436 لينطلق في العديد من المبادرات التجارية والصناعية ويجمع منها ثروة طائلة سمحت له بمساعدة الملك شارل السابع (الذي كان يسمَّى وقتها "الملك الصغير لمدبنة بورج") في استعادة أراضيه من الإنكليز. ولكن نجاحه الرائع جلب له المتاعب، فقد نجح خصومه ومدينيه (ومنهم الملك نفسه) باتهامه بعدة أشياء وأدخلوه السجن في عام 1451 ليهرب منه عام 1454 وليموت في المنفى عام 1456.